# Trehörningen (Tveta socken, Småland)
Trehörningen är en sjö i Hultsfreds kommun i Småland och ingår i Emåns huvudavrinningsområde. Sjön har en area på 0,0972 kvadratkilometer och ligger 108,2 meter över havet. Sjön avvattnas av vattendraget Marån.

## Delavrinningsområde
Trehörningen ingår i det delavrinningsområde (635379-149461) som SMHI kallar för Inloppet i Maren. Medelhöjden är 146 meter över havet och ytan är 32,87 kvadratkilometer. Det finns inga avrinningsområden uppströms utan avrinningsområdet är högsta punkten. Marån som avvattnar avrinningsområdet har biflödesordning 2, vilket innebär att vattnet flödar genom totalt 2 vattendrag innan det når havet efter 78 kilometer. Avrinningsområdet består mestadels av skog (79 %) och jordbruk (10 %). Avrinningsområdet har 1,72 kvadratkilometer vattenytor vilket ger det en sjöprocent på 5,2 %.